# Peeratat Phoruendee
Peeratat Phoruendee (en tailandés: พีรทรรศ์ โพธิ์เรือนดี, provincia de Lopburi, Tailandia; 15 de marzo de 1979) es un exfutbolista de Tailandia que jugaba en la posición de defensa.

## Carrera

### Club
| Periodo   | Club              | Apariciones | Goles |
| --------- | ----------------- | ----------- | ----- |
| 2002-2004 | Bangkok Bank FC   | 49          | 3     |
| 2004-2007 | BEC Tero Sasana   | 109         | 8     |
| 2007–2010 | TTM Phichit       | 67          | 2     |
| 2011–2012 | PTT Rayong        | 41          | 8     |
| 2012      | Suphanburi FC     | 9           | 0     |
| 2013–2014 | Angthong FC       | 12          | 0     |
| 2015–2017 | Samutsongkhram FC | 31          | 0     |

### Selección nacional
Jugó para Tailandia en 11 ocasiones de 2003 a 2004 y anotó un gol, el cual fue ante India el 16 de octubre de 2003 en un partido amistoso jugado en Bangkok. Participó en la Copa Asiática 2004 y en los Juegos Asiáticos de 2002.

## Logros
- Liga Regional Oeste (1): 2014